# Sender Torfhaus

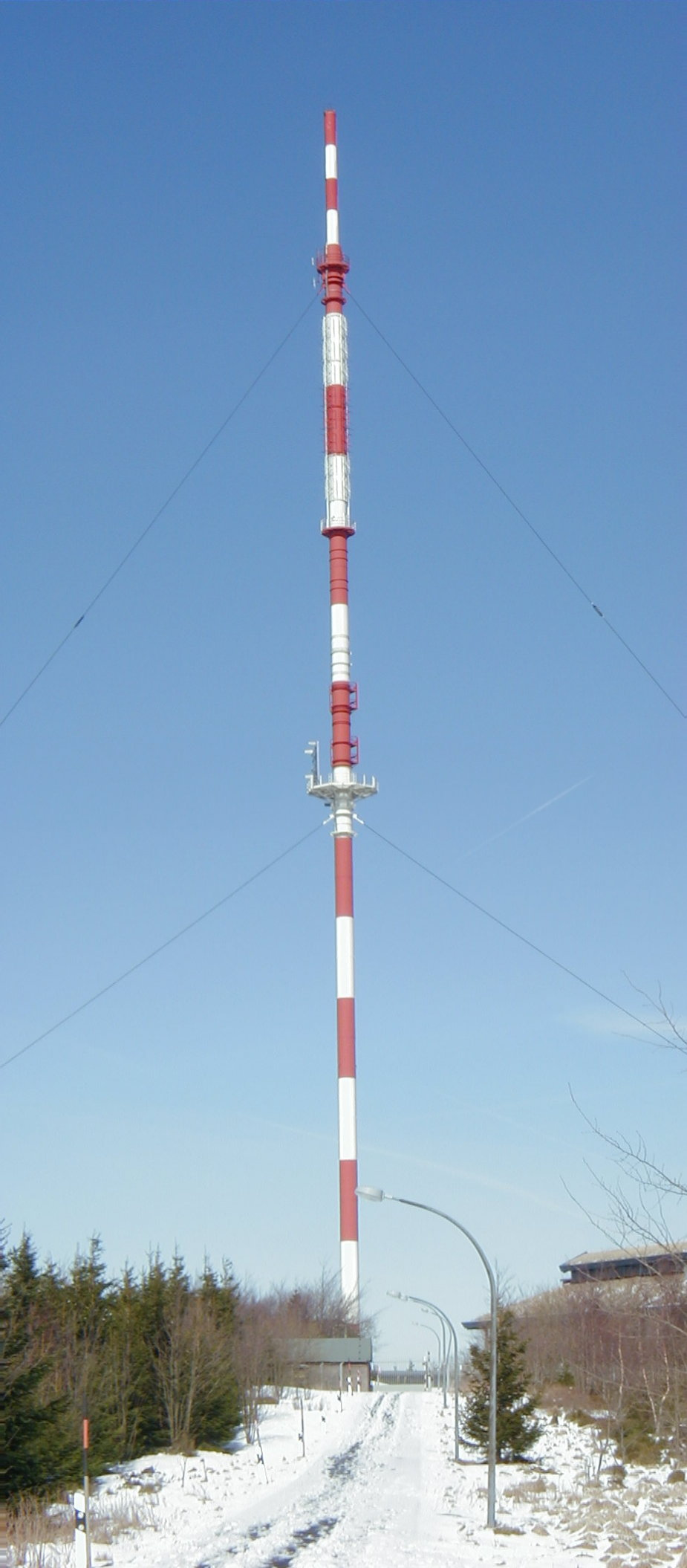
Sender Torfhaus

Der Sender Torfhaus ist eine Sendeanlage der Deutschen Funkturm GmbH (DFMG) bei Torfhaus im Oberharz. 
Der 130 Meter hohe große Sendemast dient heute nur noch der Verbreitung von drei Hörfunkprogrammen auf Ultrakurzwelle (UKW), während der kleinere Antennenträger für den Richtfunk vorgesehen ist. Er war während der Teilung Deutschlands eine der Sende- und Empfangsstellen für die Richtfunkverbindungen nach West-Berlin. 
In unmittelbarer Nachbarschaft befindet sich der Sender Harz-West des Norddeutschen Rundfunks (NDR), der öffentlich-rechtliche (Free-to-Air) Fernsehprogramme im Standard DVB-T2 HD sowie vier NDR-Hörfunkprogramme ausstrahlt. Das digitale ZDF-Bouquet (früher ZDFmobil) ist über den Sender Brocken zu empfangen. 
Freenet TV, die kostenpflichtige DVB-T2-HD-Plattform von Media Broadcast, wird von den Sendern in Torfhaus und auf dem Brocken nicht ausgestrahlt.   

## Geographische Lage
Die Anlage befindet sich östlich der Bundesstraße 4 auf der Nordkuppe (ca. 801 m ü. NN) der Lerchenköpfe, eines zweikuppigen Höhenzuges. Auf der Südkuppe steht der Mast des NDR-Senders Harz-West.

## Sendeanlagen

### Rundfunk-Sendemast
Im Zuge des Aufbaus eines Fernseh-Sendernetzes für die Ausstrahlung der Zweiten und Dritten Fernsehprogramme errichtete die Deutsche Bundespost in den 1960er Jahren einen 150 Meter hohen abgespannten Stahlrohrmast. Der zu Beginn der 1990er Jahre um 20 Meter auf 130 m verkürzte Mast dient aktuell zur Verbreitung der drei Hörfunkprogramme Deutschlandfunk, Radio ffn und Antenne Niedersachsen im UKW-Bereich.
Auf der „Genfer Wellenkonferenz“ im Jahr 1984 gab es Planungen, vom Sender Torfhaus auf der Frequenz 100,4 MHz mit 100 kW Sendeleistung das Programm des RIAS auszustrahlen. Allerdings wurde dieses nie verwirklicht, da WDR 4, welches auf 100,5 MHz vom Sender Bielstein im Teutoburger Wald übertragen wird, gestört worden wäre. Die von Torfhaus ausgestrahlten drei Hörfunkprogramme sind mit handelsüblichen Radios auch in Ostwestfalen-Lippe, dem gesamten Norden Hessens, im Nordwesten Thüringens, sowie im Westen Sachsen-Anhalts zu empfangen.

### Richtfunk-Antennenträger
Bereits kurz nach Beginn der Berlin-Blockade im Juni 1948 wurden Versuche angestellt, das Telefonnetz der drei Berliner Westsektoren über Richtfunk mit dem Westdeutschlands zu verbinden. Man musste damit rechnen, dass die Sowjetische Militäradministration in Deutschland (SMAD) auch die vom Fernamt Berlin im Amerikanischen Sektor der eingeschlossenen Stadt in Richtung Westen ausgehenden Telefon-Fernleitungen unterbrechen würde. 
Von Torfhaus aus war der Aufbau einer Richtfunkstrecke nach Berlin (West) wegen der großen zu überbrückenden Distanz von rund 190 km über das Gebiet der Sowjetzone hinweg schwierig und lag an der Grenze des physikalisch Machbaren. Trotzdem konnte an Heiligabend 1948 eine erste Funkstrecke mit acht Kanälen bereitgestellt werden. Zur besseren Entkopplung waren seinerzeit in Berlin und Torfhaus die Sende- und Empfangsstellen örtlich getrennt aufgebaut. In Torfhaus standen sie rund 600 Meter voneinander entfernt auf den beiden Kuppen der Lerchenköpfe. Bis Februar 1950 waren insgesamt 45 Fernsprechkanäle verfügbar, die im VHF-Band I übertragen wurden. 
In den 1950er Jahren kamen zwischen den beiden neuen Standorten Berlin-Nikolassee und Höhbeck, die nur rund 135 Kilometer voneinander entfernt waren, bis zu 318 weitere Fernsprechkanäle hinzu,   
In Torfhaus stand ab 1959 auf der Nordkuppe der Lerchenköpfe ein 45 m hoher Gittermast mit zwei übereinander angeordneten Parabolsegmentantennen (Cassegrain-Antennen) von je 10 Metern Durchmesser. Seine massive Bauweise zollte dabei den bei in dieser exponierten Lage häufig durch Stürme auftretenden Windkräften Tribut. Erstmals wurde die Technik des Scatter-Richtfunks verwendet. Gegenstation war die neue Richtfunkstelle Berlin 3 auf dem Schäferberg, wo eine baugleiche Anlage stand. Im 2,2-GHz-Bereich wurden drei Betriebslinien zu je 120 analogen Fernsprechkanälen (360 Kanäle) sowie eine Schutzlinie realisiert.  Nach der Außerbetriebnahme im Jahr 1991 wurde der Stahlfachwerkturm in Torfhaus komplett abgebaut, während der 45-Meter-Turm in Berlin heute vorwiegend dem Mobilfunk dient. 
Der heute noch in Torfhaus stehende 57 m hohe, ebenfalls außergewöhnlich massiv ausgeführte, Stahlfachwerkturm wurde dann Mitte der 1960er Jahre errichtet. Er trug von 1966 bis 1995 zwei Cassegrain-Antennen von je 18 m Durchmesser (Antennengewinn: 48 dB). Bei einer Senderausgangsleistung von 1 kW liefen über sie von Juli 1967 bis Anfang 1995 Richtfunkstrecken im 1,9-GHz-Bereich zum Fernmeldeturm Berlin-Schäferberg, an dessen Schaft zwei baugleiche Parabolspiegel hingen. Im Vollausbau waren drei Betriebslinien zu je 960 analogen Fernsprechkanälen (insgesamt 2880 Kanäle) verfügbar, die zusätzlich die Übertragung von zwei analogen Fernsehprogrammen erlaubten (Austauschleitung). 
Das Telefonnetz Westdeutschlands war zuletzt über vier Richtfunkstrecken (Berlin-Schäferberg – Torfhaus bzw. Gartow/Höhbeck sowie  Berlin-Frohnau – Clenze bzw. Gartow/Höhbeck) mit dem West-Berlins verbunden, ohne eine abhörgefährdete Kabellinie durch die DDR benutzen zu müssen. Der über diese Funkstrecken verschlüsselt laufende Telefonverkehr wurde zwar vom MfS (HA III) und der NVA in der DDR aufgeklärt, jedoch nicht gestört. 
Die Anlage ist nicht mit einer ähnlichen auf dem nahegelegenen Bocksberg zu verwechseln, die auch für eine entsprechende militärisch genutzte Relaisstation nach Berlin 1948 vom britischen Militär errichtet wurde und später vom US-amerikanischen Militär betrieben wurde.

## Aktuelle Programme und Frequenzen
Der Sender Torfhaus strahlt aktuell drei UKW-Programme aus:

### Analoger Hörfunk (UKW)
| Frequenz (in MHz) | Programm              | RDS PS   | Regionalisierung | ERP (in kW) |
| ----------------- | --------------------- | -------- | ---------------- | ----------- |
| 102,4             | Radio ffn             | __ffn___ | Braunschweig     | 100         |
| 103,5             | Deutschlandfunk (DLF) | Dlf_____ | –                | 100         |
| 106,3             | Antenne Niedersachsen | ANTENNE_ | Braunschweig     | 100         |

## Frühere Programme und Frequenzen

### Analoges Fernsehen (PAL)
Bis zur Umstellung auf digitales Fernsehen im Jahr 2007 diente der Sender Torfhaus als analoger Grundnetzsender für das ZDF und das N3-Fernsehprogramm.
| Kanal | Frequenz (MHz) | Programm                      | ERP (kW) | Antennendiagramm rund (ND)/ gerichtet (D) | Polarisation horizontal (H)/ vertikal (V) |
| ----- | -------------- | ----------------------------- | -------- | ----------------------------------------- | ----------------------------------------- |
| 23    | 487,25         | ZDF                           | 500      | D                                         | H                                         |
| 53    | 727,25         | NDR Fernsehen (Niedersachsen) | 500      | D                                         | H                                         |